# Płetwal zwyczajny
Płetwal zwyczajny, finwal (Balaenoptera physalus) – gatunek ssaka morskiego z rodziny płetwalowatych (Balaenopteridae), występujący we wszystkich oceanach. Jest drugim co do wielkości zwierzęciem na Ziemi (po płetwalu błękitnym), dorastającym do 27 metrów długości.

## Taksonomia
Gatunek po raz pierwszy zgodnie z zasadami nazewnictwa binominalnego opisał w 1758 roku szwedzki przyrodnik Karol Linneusz nadając mu nazwę [Balæna] Physalus. Miejscem typowym był obszar w pobliżu Spitsbergenu, w archipelagu Svalbard, w Norwegii; Linneusz nie wyznaczył żadnego holotypu, swój opis oparł na starszych opracowaniach (np. Guillaume Rondelet; Conrad Gessner; Friedrich Martens).
Badania z wykorzystaniem markerów mitochondrialnych i jądrowych sugerują wyraźne zróżnicowanie wśród populacji w różnych basenach oceanicznych, wspierając obecny podział na podgatunki, które są również łatwo zróżnicowane morfologicznie. Autorzy Illustrated Checklist of the Mammals of the World rozpoznają cztery podgatunki. Podstawowe dane taksonomiczne podgatunków (oprócz nominatywnego) przedstawia poniższa tabelka:
| Podgatunek        | Oryginalna nazwa         | Autor i rok opisu  | Miejsce typowe                                              |
| ----------------- | ------------------------ | ------------------ | ----------------------------------------------------------- |
| B. p. patachonica | Balaenoptera patachonica | Burmeister, 1865   | „Kilka mil od Buenos Ayres, nad brzegiem Platy”, Argentyna. |
| B. p. quoyi       | B[alæna] Quoyi           | J.B. Fischer, 1829 | Falklandy.                                                  |
| B. p. velifera    | Balænoptera velifera     | Cope, 1869         | Long Beach, Kalifornia, Stany Zjednoczone.                  |

### Etymologia
- Balaenoptera: rodzaj Balaena Linnaeus, 1758 (wal); gr. πτερον pteron „płetwa”[64].
- physalus: gr. φύσαλος physalos „gatunek nadymającej się ropuchy, nadymającej się jadowitej ryby, wieloryba”; termin ten po prostu może również oznaczać „ten, który jest nadęty” i może odnosić się do fałd gardłowych lub nadętych wielorybów wyrzuconych na brzeg. Inni uważają, że jego pochodzenie wywodzi się z greckiego słowa φυσα physa, co oznacza „dech, oddech” i odnosi się do wyraźnych wydmuchów powietrza płetwali, podobnych do tych u kaszalotów (Physeter)[65][63].
- patachonica: Patagonia, Argentyna[62]; kiedy Magellan zimował na wybrzeżu Patagonii w 1520 roku, handlował z rdzennymi mieszkańcami, prawdopodobnie z plemienia Tehuelcze, którzy nosili skóry zwierząt na nogach, i których nazwał „Patagones big-footed”, po czym nazwa ta stopniowo przylgnęła do tego obszaru[66].
- quoyi: Jean René-Constant Quoy (1790–1869), francuski przyrodnik, kolekcjoner, podróżnik po Oceanie Spokojnym w latach 1826–1829[63][67].
- velifera: łac. velifer „niosący żagle”, od velum „żagiel”; -fera „noszenie”, od ferre „nosić”; prawdopodobnie w aluzji do dużej, sierpowatej płetwy grzbietowej płetwala zwyczajnego zauważonej przez wielorybnika i przyrodnika Charlesa Scammona[68].

### Nazewnictwo zwyczajowe
W polskiej literaturze zoologicznej gatunek Balaenoptera physalus był oznaczany nazwą „finwal”. W wydanej w 2015 roku przez Muzeum i Instytut Zoologii Polskiej Akademii Nauk publikacji „Polskie nazewnictwo ssaków świata” aby uniknąć wrażenia że takson ten należy do innego rodzaju, gatunkowi nadano nazwę „płetwal zwyczajny”, jako przynależnego do rodzaju płetwal (Balaenoptera).

## Zasięg występowania
Płetwal zwyczajny występuje w wodach całego świata zamieszkując w zależności od podgatunku:
- B. physalus physalus – płetwal zwyczajny – zachodnia część północnego Oceanu Atlantyckiego od wschodniego wybrzeża Stanów Zjednoczonych zwykle od około 30°N (z tendencją do opadania na południe do Zatoki Meksykańskiej) do krawędzi lodu na Morzu Labradorskim około 70°N i na wschodniej części północnego Oceanu Atlantyckiego od ok. 30°N wokół Wysp Kanaryjskich do około 80°N na Morzu Barentsa i Oceanie Arktycznym oraz na Morzu Śródziemnym.
- B. physalus patachonica – Ocean Południowy od około 35°S do około 55°S lub dalej na południe i do równika wzdłuż pacyficznego wybrzeża Ameryki Południowej.
- B. physalus quoyi – płetwal południowy – Ocean Południowy między około 20°S a około 80°S.
- B. physalus velifera – od Zatoki Kalifornijskiej, wzdłuż zachodniego wybrzeża Stanów Zjednoczonych i Kolumbii Brytyjskiej w Kanadzie do Zatoki Alaska i wzdłuż Aleutów, na Morzu Beringa i Morzu Czukockim do około 70°N i na północ do Hawajów.

Niekiedy finwale wpływają na wody Bałtyku. Obserwacje takie odnotowano w 1930 roku, oraz w sierpniu 2007 w Zatoce Gdańskiej. W latach 50. XX w. u brzegów Wyspy Sobieszewskiej wyłowiono z wody czaszkę tego ssaka, a 21 sierpnia 2015 znaleziono martwego płetwala zwyczajnego przy plaży w Stegnie, po czym przetransportowano go na Hel, a 25 sierpnia wydobyto z wody i rozpoczęto sekcję zwłok i badania w celach naukowych.

## Morfologia
Długość ciała 22–27 metrów; masa ciała 60–90 ton. Występuje dymorfizm płciowy – dorosłe samice płetwali zwyczajnych mogą być o 5–10% dłuższe niż samce. Szacuje się, że całkowita długość ciała wynosi 25 m i 27 m dla samców i samic płetwala południowego (B. p. quoyi) oraz 22 m i 24 m dla samców i samic płetwala zwyczajnego (B. p. physalus). Noworodki osiągają długość ciała około 6,40 m przy ciężarze 1000–1500 kg. Płetwal zwyczajny ma długie, szpiczaste płetwy Jego brzuch jest biały, a grzbiet szary i czarny. Cechą charakterystyczną jest niesymetryczne ubarwienie: warga żuchwy po lewej stronie jest ciemnoszara, warga po prawej stronie jest biała. Fiszbin biały. Fontanna podwójna, wysokości ok. 5 m. Głowa stanowi prawie 1/4 długości ciała.

## Ekologia

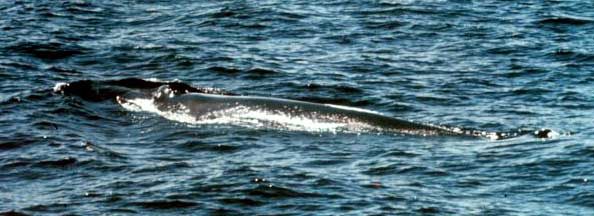
Płetwal zwyczajny wynurzający się na powierzchnię wody

Żyje samotnie, w parach lub małych stadach (6-8 osobników). W lecie finwale migrują na żerowiska w wodach polarnych, w zimie wracają na wody cieplejsze – tam samice wydają na świat jedno młode. Żywią się zooplanktonem (Szczętki) i małymi rybami. Dojrzałość płciową osiągają w wieku 3-4 lat. Ciąża trwa około 12 miesięcy. Samica przestaje karmić cielę, gdy osiąga ono długość ok. 12 m.